# Waverly (Illinois)
Pour les articles homonymes, voir Waverly.
Waverly est une petite ville du comté de Morgan dans l'Illinois aux États-Unis. Elle est incorporée le 19 juin 1878.

## Démographie
Lors du recensement de 2010, la ville comptait une population de 1 307 habitants. Elle est estimée, en 2016, à 1 249 habitants.

## Source de la traduction
- (en) Cet article est partiellement ou en totalité issu de l’article de Wikipédia en anglais intitulé « Waverly, Illinois » (voir la liste des auteurs).